# Toftasjön
Toftasjön är en sjö intill Sandsbro i Växjö kommun i Småland och ingår i Mörrumsåns huvudavrinningsområde. Sjön är 13,4 meter djup, har en yta på 3,31 kvadratkilometer och befinner sig 162 meter över havet.  Toftasjön har via Tofta kanal förbindelse med Helgasjön. Mitt i sjön ligger ön Storön.

## Delavrinningsområde
Toftasjön ingår i delavrinningsområde (631104-144460) som SMHI kallar för Utloppet av Toftasjön. Medelhöjden är 185 meter över havet och ytan är 25,73 kvadratkilometer. Räknas de 2 avrinningsområdena uppströms in blir den ackumulerade arean 46,86 kvadratkilometer. Vattendraget som avvattnar avrinningsområdet har biflödesordning 2, vilket innebär att vattnet flödar genom totalt 2 vattendrag innan det når havet efter 123 kilometer. Avrinningsområdet består mestadels av skog (63 %). Avrinningsområdet har 4,33 kvadratkilometer vattenytor vilket ger det en sjöprocent på 16,8 %. Bebyggelsen i området täcker en yta av 0,24 kvadratkilometer eller 1 % av avrinningsområdet.